# Algerischer Bürgerkrieg
Der algerische Bürgerkrieg oder das schwarze Jahrzehnt (französisch: la décennie noire) war ein Bürgerkrieg zwischen der Regierung Algeriens und verschiedenen islamistischen Gruppierungen, der am 26. Dezember 1991 begann und am 8. Februar 2002 nach einem Sieg der Regierungskräfte endete.
Als Beginn des Krieges wurde die Annullierung der ersten freien nationalen Wahlen seit der Unabhängigkeit des Landes nach der Absetzung des Präsidenten Chadli Bendjedid durch einen Militärputsch gesehen und das Verbot der in den Wahlen obsiegenden islamistischen Islamischen Heilsfront (FIS) durch die Militärregierung. Dem Verbot der FIS folgte ein Guerillakrieg verschiedener islamistischer Gruppen gegen den algerischen Staat, welche ihre Ziele mit terroristischen Mitteln durchzusetzen versuchten. Hierbei konnten die Islamisten Teile des Landes unter ihre Kontrolle bringen, in denen sie die Bevölkerung ihren Regeln unterwerfen konnten. Das Militär setzte Folter und außergerichtliche Hinrichtungen sowie Masseninhaftierungen ein. Der Krieg endete mit der Zerschlagung der bewaffneten Terrorgruppen durch die algerischen Sicherheitskräfte. Angaben über Opferzahlen schwanken zwischen 60.000 und 200.000 Toten.

## Vorgeschichte

### Nomenklaturstaat der FLN
Im Algerienkrieg setzte die FLN die Unabhängigkeit des Landes gegen Frankreich mit militärischen und politischen Mitteln durch. Ebenso setzte die FLN während des Krieges ihren politischen Alleinvertretungsanspruch gegen die konkurrierende Parti du peuple algérien durch und errichtete nach dem Krieg unter Ahmed Ben Bella einen Einparteienstaat nach Vorbild der sozialistischen Staaten des Ostblocks. Kurz nach dem Sieg im Unabhängigkeitskrieg kam es zu einer kurzlebigen bewaffneten Widerstandsbewegung der FFS-Guerilla unter Hocine Aït Ahmed in der Kabylei. 1965 ersetzte Houari Boumedienne Ben Bella als Staatschef durch einen Militärputsch. Boumedienne nahm weiterhin den Sozialismus als Grundlage, versprach jedoch mehr Egalitarismus und eine Rückbesinnung auf die arabisch-islamische Identität des Landes. Er schuf eine auf sich als Person zugeschnittene Diktatur, bei welcher die hohen Militärs das politische System dominierten. Innenpolitisch sorgte der Militärgeheimdienst Sécurité Militaire (SM) für die Ausschaltung politischer Gegner. Ben Bella und seine Verbündeten wurden inhaftiert. Potentielle Opponenten wie Aït Ahmed, Messali Hadj und Muhammad Boudiaf wurden ins Exil getrieben. Die SM wurde gestärkt durch Ausbildungshilfen der Ostblockgeheimdienste KGB und Stasi zu einer allgegenwärtigen und gefürchteten Institution des FLN-Staates. Sowohl die regierende Nomenklatura als auch deren Repressionsorgane waren für den Gemeinbürger weder transparent greifbar noch juristisch verantwortbar. Die 1976 verabschiedete Verfassung machte den Islam zur Staatsreligion. Das Boumedienneregime kooptierte die vorhandenen Strukturen der Rechtsgelehrten durch Institutionalisierung religiöser Strukturen als Staatsbeamte. Gleichzeitig übte der Staat durch das Ministerium für religiöse Angelegenheiten eine strenge Kontrolle der Lehr- und Predigtinhalte aus. Ziel des Staates war eine kooperierende islamische Rechtsgelehrsamkeit, welche die Religion in das säkular-nationalistische Narrativ der FLN integrierte. Islamistische Organisationen oder politische Abweichung wurden vom Regime nicht toleriert. So wurde die islamistische Rechtsgelehrtenorganisation Al-Qiyam in den Siebzigerjahren verboten. Während der Siebzigerjahre profitierte Algerien wirtschaftlich vom Ölboom und hatte ein hohes Wirtschaftswachstum. Boumediennes Regierung setzte erfolgreich die Verstaatlichung des bisher französisch-dominierten Ölsektors durch. Ebenso forcierte das Regime eine Landreform, die bei den landbesitzenden Eliten und der Religionsgelehrsamkeit auf Widerwillen stießen. Trotz der grassierenden Korruption und Intransparenz konnte das Regime durch Expansion des öffentlichen Sektors und außenpolitisches Prestigegewinn als Mitglied der Blockfreienbewegung innenpolitisch Legitimität gewinnen. Das Problem der Polarisierung und Verarmung insbesondere der in die Städte gezogenen Landbevölkerung konnte die Wirtschaftspolitik Boumediennes nicht lösen. 1977 waren rund 82 % der Stadtbevölkerung des Landes sozial marginalisiert oder arm. Die Mittelklasse wurde auf 11 % beziffert. Die Oberschicht machte 6 % der Bevölkerung aus. Während der Siebzigerjahre nahm die Ungleichheit zu, wobei das Besitzbürgertum und staatsnahe Teile der Mittelklasse prosperierten, während die Lebensumstände der restlichen Bevölkerung stagnierten oder schlechter wurden. Migrationsrenten nach Frankreich ausgewanderter Familienmitglieder wurden zu einer wichtigen Einnahmequelle für Teile der Bevölkerung.
Nach dem Tod von Houari Boumedienne 1979 wurde der Offizier und FLN-Kader Chadli Bendjedid als Kompromisskandidat der verschiedenen Fraktionen der FLN Präsident. Die 1980er Jahre stellten Algerien vor große wirtschaftliche Probleme. Seit der Unabhängigkeit wuchs die Wirtschaft pro Jahr um rund 4 %. Von 1986 bis 1992 waren nur 0,7 % zu verzeichnen. Von 1966 bis 1987 kam es fast zu einer Verdopplung der Bevölkerung auf 23 Millionen Menschen. Zwei Drittel der Bevölkerung waren 1987 unter 25 Jahre. 98 % der Fremdwährungseinnahmen des Landes wurden durch Erdöl- und Erdgasexporte erzielt. In diesem Sektor ereignete sich ein Preisverfall während der 1980er Jahre, ebenso waren die Vorkommen geringer als zunächst durch Exploration erwartet. Allein während des Jahres 1986 verfielen die Einnahmen aus Erdölexporten um 40 %. Die Regierung konnte ihre Finanzen nur durch massive Staatsverschuldung am Kapitalmarkt decken und reagierte mit einer Sparpolitik. Diese wurde für die Bevölkerung durch Nahrungsmittelknappheit, Einschränkung öffentlicher Infrastrukturleistungen und Massenarbeitslosigkeit vor allem unter der jungen Generation spürbar. Die Massen junger arbeitsloser Männer, welche das Straßenbild der Städte prägten, erhielten im einheimischen Sprachgebrauch die Bezeichnung Hittistes, vom arabischen Wort für Wand. Weite Teile der Mitarbeiter in Staatsbetrieben betrieben Korruption. Auch außerhalb des Staates waren ganze Bevölkerungsgruppen auf illegalen Handel und Schmuggel (Trabendo) angewiesen, um den Konsumgüter- und Arbeitsplatzmangel im sozialistischen Staat auszugleichen. Infolgedessen verlor der FLN-Staat bei der jungen Generation entscheidend an Legitimität und wurde als le pouvoir (wörtlich: „die Macht“) sowohl als korrupt und despotisch angesehen als auch in die Nähe der ehemaligen Kolonialmacht gerückt. Ebenso ging der Charakter des Nomenklaturasprößlings, der dank Patronage reüssierte, als Chi-Chi in den algerischen Volksmund ein und wurde zur Hassfigur der jungen Generation.

### Berberopposition
Die Arabisierungspolitik der FLN sorgte für Unmut unter der Berberbevölkerung der Kabylei. Aus Protest gegen die mangelnde Berücksichtigung der Berbersprache und das Verbot einer Vorlesung auf Berberisch besetzten Studenten und Hochschullehrer am 19. März 1980 den Campus in Tizi-Ouzou. Dies weitete sich zu Unruhen gegen den Zentralstaat aus, welche in einem Generalstreik in der Kabylei im April gipfelten. Dieser in Anlehnung an den Prager Frühling als Tizi-Ouzou-Frühling bezeichnete Protest forderte erstmals in einer Massenbewegung die Legitimität der FLN heraus. Bei der Niederschlagung der Proteste durch die Sicherheitskräfte kam es zu 30 Toten und mehreren hunderten Verletzten. Chadli Benjedid reagierte zunächst mit Zugeständnissen im Sinne der Schaffung von Universitätslehrstühlen für die berberische Sprache und Kultur. Im Sommer 1980 verabschiedete die FLN jedoch eine Kulturcharta die erneut die arabisch-muslimische Identität des Landes ohne Nennung der Berber bekräftigte. Ein erneuter Aufruf zum Generalstreik im Herbst 1980 fand kaum noch Resonanz. Die berberische Protestbewegung konnte sich jedoch über die Schaffung von gesellschaftlichen Organisationen institutionalisieren. So formierte sich mit den Enfants des Chouhada (Kindern der Märtyrer) eine Graswurzelbewegung, welche das Andenken berberischer Unabhängigkeitskriegsveteranen unabhängig von der Arbeit der staatlichen Veteranenorganisation bewahren und dokumentieren sollte. Die 1985 von Abdennour Ali Yahya gegründete Algerische Liga zur Verteidigung der Menschenrechte (LADD) ging personell aus der Berberprotestbewegung hervor.

### Islamistische Opposition
Die Arabisierung des Schul- und Hochschulsystems brachte eine islamistisch denkende Intelligentsia hervor, die sich von der frankophonen Elite abgrenzte und mit dieser um Einfluss konkurrierte. Die Islamisten bauten auf die einheimische Tradition des Salafismus und erhielten Inspiration durch aus Ägypten importierte Lehrerausbilder, welche den Muslimbrüdern nahestanden. Ab 1979 wurde zunehmend eine islamistische Bewegung an den Universitäten des Landes sichtbar, welche sich aggressiv gegen Säkularisten und linksstehende politische Bewegungen richtete. Neben den Universitäten bildete sich um die populären islamischen Prediger Abdellatif Soltani und Ahmed Sahnoun eine Daʿwa-Bewegung, welche staatlich nicht-kontrollierte Straßenmoscheen errichtete und sich zunehmend der Kontrolle durch das staatliche Religionsministerium entzog. Die islamistische Bewegung artikulierte dabei den Unmut der vollständig auf Arabisch ausgebildeten Studenten gegenüber der noch frankophonen Oberschicht. 1981 kam es an der Universität von Algier zur Besetzungen von Hörsälen durch Islamisten und zu Messerattacken auf frankophone Studenten. Nachdem am 2. November 1982 ein linksgerichteter Student von Islamisten am Universitätscampus enthauptet wurde, griff die Polizei ein und nahm mehrere hundert islamistische Aktivisten fest. Zwei Tage später organisierten Islamisten aus der Dawa-Bewegung unter Federführung des FLN-Veteranen Abbassi Madani einen Massenprotest mit rund 100.000 Teilnehmern. Sie forderten die Errichtung eines islamischen Staates, die Abschaffung von Hochschulbildung für Frauen und die Implementierung der Scharia als Gesetzgebung. Die Proteste wurden von den Sicherheitskräften zerschlagen und ihre Führer inhaftiert oder unter Hausarrest gestellt. Die Regierung Chadli Bendjedids versuchte durch die Einladung der populären Ulema Yusuf al-Qaradawi und Muhammad al-Ghazālī, Legitimität zu gewinnen, wobei die beiden prominenten Prediger ihre eigene Agenda verfolgten und die islamistische Erweckungsbewegung beförderten. Des Weiteren verfolgte sie eine Annäherung an politische Positionen der Islamisten. 1984 verabschiedete sie eine Familiengesetzgebung, die die Rechte der Frau massiv beschnitt und sie rechtlich von ihren Ehemännern oder männlichen Verwandten abhängig machte. Gleichzeitig wurde das Kapital für Sakralbauten deutlich aufgestockt und mit der Abdelkader-Universität in Constantine die erste islamische Universität des Landes eingeweiht.
Von 1982 bis 1987 führte Moustapha Bouyali eine dschihadistische Terrorgruppe gegen den FLN an, die von den Sicherheitskräften des Staates zerschlagen wurde.

### Unruhen von 1988
In der Nacht vom 4. auf den 5. Oktober 1988 kam es in der Hauptstadt Algier zu spontanen Ausschreitungen, denen sich Schüler und junge Arbeitslose anschlossen. Auslöser waren Mangel an Grundnahrungsmitteln und ein starker Preisanstieg bei Schulbedarf. Angriffsziele der Demonstranten waren Einkaufs- und Flaniermeilen der Oberschicht, Nachtclubs, Regierungsgebäude und Gebäude der FLN-Organisationen. Ebenso wurden von den Demonstranten Kraftfahrzeuge angezündet und Barrikaden errichtet. Vertreter der öffentlichen Ordnung wurden gewalttätig angegangen und öffentlich gedemütigt. Populäres Zeichen des Aufstands war ein leerer Couscoussack, der in Algiers anstelle der Nationalflagge an einem Regierungsgebäude angebracht wurde. Die Aktivisten der Unruhen nahmen sich in ihren Taktiken die Intifada der Palästinenser zum Vorbild, welche in den algerischen Medien sehr präsent war. Binnen eines Tages wurde ein Großteil des Stadtzentrums von Algier in Mitleidenschaft gezogen. Die Unruhen griffen in Folge auf andere Städte über. In Blida wurde das Gerichtsgebäude zerstört. In Tiaret kam es zu ähnlichen Zuständen wie in Algier. In Oran verbrannte eine aufgebrachte Menge zwei Hotels, darunter eines, das vormals im Besitz des Präsidenten Chadli Bendjedid war. Am 6. Oktober verhängte General Khaled Nezzar den Ausnahmezustand. Hiermit unterstellte er alle Zivilbehörden der Armee, verfügte eine nächtliche Ausgangssperre und setzte die Armee zur Bekämpfung der Unruhen ein. Diese besetzte die strategischen Punkte der Stadt mit Panzerfahrzeugen und nutzte Schusswaffeneinsatz, Folter und körperliche Gewalt zur Niederschlagung der Unruhen. Am 7. Oktober 1988 beteiligten sich in Algier im Stadtteil Belcourt erstmals organisiert rund 8000 Islamisten an den Demonstrationen. Am 10. Oktober organisierte der salafistische Prediger Ali Belhadj eine Demonstration mit 20.000 Teilnehmern. Diese wurde vom Militär gestoppt und nachdem von unklarer Seite Schüsse fielen mit 50 Todesopfern durch Waffengewalt zerstreut. Der militärische Versuch, die Ordnung wiederherzustellen, forderte rund 500 Todesopfer und tausende Verletzte. Tausende wurden vom Militär inhaftiert. Gleichzeitig erschienen die von der Bevölkerung vermissten Grundnahrungsmittel durch staatliche Initiative wieder an den Verkaufsstellen. In dieser Situation wandte sich Präsident Chadle Bendjedid via Fernsehen an die Bevölkerung und stellte höhere Subventionen auf Konsumgüter und einen graduellen Übergang in ein Mehrparteiensystem in Aussicht. Tags darauf normalisierte sich die Situation und die Armee hob den Ausnahmezustand auf. Die Regierung legte am 23. Oktober einen Plan für ein Mehrparteiensystem vor. Dieser wurde am 9. November 1988 per Plebiszit mit 92,3 % angenommen.

### Mehrparteiensystem und Aufstieg der FIS
Im Februar 1989 verabschiedete Chadli ebenso per Plebiszit eine neue Verfassung, welche die Bildung politischer Parteien sowie Pressefreiheit zuließ. Im Gegensatz zu allen bisherigen algerischen Verfassungen kam das Wort Sozialismus darin nicht vor. Ebenso wurde die Machtposition des Militärs wenigstens auf dem Papier eingeschränkt. Die Öffnung des politischen Systems führte zu einem Boom an Pressepublikationen. 1989 allein wurden 150 Zeitungen zugelassen und bisher politisch kontroverse Themen konnten offen publiziert werden. Bis 1991 wurden 60 politische Parteien zugelassen. Die FLN behielt jedoch ihre Präsenz in den Staatsmedien und für Parteien gab es finanzielle und rechtliche Hürden, die die neuen Parteien an den bestehenden Staatsapparat binden sollten.
Auf der islamistischen Seite konstituierte sich im März 1989 die Islamische Heilsfront (FIS) als Sammlungsbewegung der Da'wa-Bewegung und der durch die Straßenmoscheen organisierten Islamisten. Das Führungsduo der Partei stellten mit dem Hochschullehrer Abbassi Madani und dem salafistischen Prediger Ali Belhadj zwei bekannte Führungspersönlichkeiten der islamistischen Bewegung der 1980er Jahre. In die FIS integrierten sich auch zahlreiche nichtstaatliche karitative Organisationen und islamische Gruppen in der Hoffnung, ihre politischen Ziele zu erreichen und in der Partei vor staatlicher Kontrolle und Repression sicher zu sein. Als Konkurrenz zur FIS etablierte der Muslimbruder Mahfoud Nahnah im Dezember 1990 die HAMAS, die auch versuchte, andere islamische Organisationen zu integrieren aber deutlich weniger erfolgreich war als die FIS.
Die ersten freien Wahlen auf Kommunal- und Provinzebene im Juni 1990 brachten einen Erdrutschsieg der FIS. Sie erreichte insgesamt 54 % der abgegebenen Stimmen bei einer Wahlbeteiligung von 65 %. Damit konnte sie in 31 von 48 Provinzen und in 856 von 1542 Kommunen ein politisches Mandat erreichen. Die Staatspartei FLN blieb mit 17,5 % und sechs Provinzen und 487 Kommunen deutlich hinter den eigenen Erwartungen zurück. Einzige Ausnahme bildete die Kabylei, in der die FIS nicht Fuß fassen konnte. In den urbanen Zentren Algier, Oran und Constantine sicherte sich die FIS rund 70 % der Wählerstimmen. Die FIS wertete den Wahlsieg als Vorwahl für nationalen Wahlen und Madani verkündete die Absicht, nach der Machtübernahme nach den Wahlen, einen islamischen Staat zu etablieren. Ali Belhadj kommentierte die Wahlen als Sieg für den Islam gegen die Demokratie.  Die FIS rekrutierte die lokalen Amtsträger aus ihren Ortsgruppen. Ein Netzwerk von Aktivisten und Sympathisanten beteiligte sich an karitativen Projekten. Ebenso folgte eine Kampagne gegen westlichen Medienkonsum und für die Einhaltung islamischer Verhaltensnormen. Der algerische Staat reagierte auf den Wahlsieg der Islamisten mit einem Rückzug aus den von ihnen kontrollierten Gemeinden. Die staatliche Finanzierung der Gemeindeverwaltungen wurde eingestellt und die Sicherheitskräfte zogen sich zunächst aus den von Islamisten beherrschten Kommunen zurück. Die FIS konnte ihren Finanzbedarf durch Abschöpfen privater Händler, welche vormals staatlich eng reglementiert wurden, decken. Ebenso begann die FIS auf Initiative ihrer lokalen Würdenträger, ihre Aktivisten als Polizei einzusetzen.
Der eigentliche Bürgerkrieg begann im Dezember 1991, als die algerische Regierung nach dem ersten Wahlgang der damaligen Parlamentswahlen die Ergebnisse unverzüglich annullierte. Grund dafür war, dass sich ein klarer Wahlsieg der Islamischen Heilsfront abzeichnete und die Regierung in diesem Fall neben ihrem Machtverlust auch die Errichtung einer Islamischen Republik fürchtete.

## Staatsstreich
Am 11. Januar 1992 annullierte die Armee das Wahlverfahren, zwang Präsident Bendjedid zum Rücktritt und setzte den aus dem marokkanischen Exil zurückkehrenden Unabhängigkeitskämpfer Muhammad Boudiaf als Vorsitzenden des von ihr kontrollierten Hohen Staatsrates ein, der als Übergangsregierung vorgesehen war. Nachdem die Gefängnisse durch die Verhaftung von Tausenden von FIS-Mitgliedern überfüllt waren, wurden zusätzlich Lager in der Sahara errichtet. Mit der Ausrufung des Ausnahmezustands wurden verfassungsmäßige Grundrechte außer Kraft gesetzt. Menschenrechtsorganisationen wie Amnesty International berichteten über zahlreiche Folterungen von staatlicher Seite und Festnahmen ohne Anklageverfahren. Offiziell wurde die FIS am 4. März aufgelöst.
Von den wenigen FIS-Aktivisten, die frei blieben, zogen sich die meisten in die Berge bzw. in gewisse Viertel von Städten zurück, nahmen alle verfügbaren Waffen mit sich und wurden zu Guerillakämpfern. Knapp eine Woche nach dem Staatsstreich begannen sie mit den ersten Angriffen gegen Soldaten und Polizisten. Die kaum besiedelte Sahara, in der reiche Ölvorkommen lagern, blieb fast während des gesamten Konflikts von Auseinandersetzungen verschont. Dies bedeutete, dass die Ölausfuhr als staatliche Haupteinkommensquelle kaum betroffen war.
Die angespannte Situation eskalierte im Laufe des Jahres, als das Wirtschaftssystem zusammenbrach, nachdem fast alle langjährigen Lebensmittelsubventionen gestrichen wurden. Die Hoffnungen, die viele Algerier auf Boudiaf als überparteiliche Integrationsfigur gesetzt hatten, wurden bald zunichtegemacht, als er Ende Juni von einem seiner eigenen Leibwächter erschossen wurde.
Am 26. August forderte ein Attentat von Guerilleros, die im Flughafen Algier eine Bombe explodieren ließen, neun Todesopfer und 128 Verletzte. Die FIS und weitere bedeutende Parteien verurteilten das Attentat, doch der Einfluss von FIS auf die Guerillakämpfer erwies sich als beschränkt. Nach der Bombenexplosion im Flughafen wurden sechs Personen verhaftet und ihre Geständnisse im algerischen Fernsehen gezeigt.

## Bürgerkrieg
Nach der Machtübernahme des Staatsrates kam es zu Angriffen militanter FIS-Anhänger gegen Polizisten und Sicherheitskräfte, aber auch verstärkt gegen hohe Regierungsvertreter und Intellektuelle. Die Regierung reagierte mit verschärften Sicherheits- und Repressionsmaßnahmen wie der Ausweitung der nächtlichen Ausgangssperre, Massenverhaftungen und der Verhängung von Todesurteilen. Es kam zu landesweiten Massendemonstrationen gegen die Terrorwelle, die sich teilweise aber auch gegen die Regierung angesichts zunehmender wirtschaftlicher Probleme des Landes richteten. Zudem wurden die versprochenen Neuwahlen immer weiter hinausgezögert. Am 21. August 1993 wurde Regierungschef Belaid Abdessalam entlassen und durch den bisherigen Außenminister Redha Malek ersetzt, der einen härteren Kurs gegen die Fundamentalisten ankündigte. Die Gewalttaten der islamischen Extremisten dauerten weiter an, zwischen September und Dezember 1993 wurden 23 Ausländer ermordet. Muslimische Fundamentalisten hatten alle Ausländer dazu aufgefordert, das Land bis Anfang Dezember zu verlassen.
Die islamistische Guerilla verteilte sich auf verschiedene Organisationen. Die Islamische bewaffnete Bewegung (Mouvement Islamique Armée, MIA) unter Führung von Abdelkader Chebouti bestand aus einem Kern von Veteranen der Islamisten der 80er-Jahre. Sie operierte im Blida Atlas südlich von Algiers und erreichte eine Stärke von rund 2.000 Kombattanten. Chebouti wurde zu einer prominenten Figur der Islamisten. Aufgrund der restriktiven Rekrutierungspraxis spaltete sich von der MIA die Bewegung für den islamischen Staat (Mouvement pour l'État Islamique, MEI) ab. Diese operierte östlich von Algier. Unter dem Druck des Militärs und der Sicherheitskräfte schwand die Fähigkeit der MIA und MEI größere Organisationsstrukturen aufrechtzuerhalten. 1993 bildeten Kämpfer aus beiden Gruppen die Groupe Islamique Armé (GIA). Die GIA hatte einen formalen Befehlshaber, ihre Gruppen operierten aber unabhängig voneinander und eskalierten den Terrorismus, wobei jeder der nicht explizit den Dschihadismus unterstütze aus ihrer Sicht ein legitimes Ziel darstellte. Ab 1995 kam es verstärkt zu terroristischen Angriffen der GIA auf Restaurants, Postämter, Märkte, Kinos und andere öffentliche Orte. Die Zahl der um Algier operierenden GIA-Zellen wurde auf rund 30–40 geschätzt. 1994 bildete sich aus FIS-Sympathisanten, ehemaligen MIA-Kämpfern und Deserteuren aus der Armee die Armée Islamique du Salut, welche Angriffe auf Zivilisten öffentlich ablehnte. Sie operierte um Oran und Tlemcen. Schätzungen zufolge soll die Zahl der islamistischen Kämpfer 1996 mit 25.000 ihren Höhepunkt erreicht haben.
1992–1993 wurde der Kampf gegen die sich formierende islamistische Guerilla von regulären Einheiten der Armee und der Gendarmerie geführt. Die Wehrpflichtjahrgänge 1990–1992 wurden mit Jahresverträgen weiterverlängert, da sie nach Verlassen der Armee als Anschlagsziele galten. Ab 1993 wurde ein 15.000 Mann starkes Korps speziell für die Antiguerillaeinsätze aus Eliteeinheiten der Armee, Polizei und Gendarmerie aufgebaut, da die algerische Führung befürchtete die regulären Einheiten könnten im dauerhaften Kampf gegen die Islamisten an Zuverlässigkeit verlieren. Das Korps wuchs bis 1995 auf 60.000 Mann an und operierte landesweit unter einem zentralen Kommando für alle militärischen Operationen gegen die Guerilla. Im Verlauf des Kriegs setzte die Armee Belagerungstaktiken ein, bei denen Islamistenhochburgen abgeriegelt und bewusst nicht gestürmt wurden. Dies geschah, um eigene Kräfte zu sparen und die dortige Bevölkerung durch die doppelte Belagerung durch Regierungskräfte und die eingeschlossenen Islamisten langfristig zu zermürben. Ab 1994 förderte der Staat Milizen zur Unterstützung des Militärs. In der Kabylei hatten sich aufgrund der Gewalttaten der Islamisten gegen die dortige Berberbevölkerung Selbstverteidigungsmilizen gebildet. Ebenso baute das Innenministerium Widerstandsmilizen auf, die im ländlichen Hinterland nah ihrer Wohnorte Jagdkampf gegen die Guerilla mit dem Ziel führten dieser den Rückzugsraum zu entziehen. Die Rekruten dieser in ihrem sozialen Nahraum offensiv operierenden Milizen wurden dabei gezielt aus FLN-treuen Familien und Familien mit Opfern islamistischer Angriffe rekrutiert. Darüber hinaus formierten auch einflussreiche Personen ihre eigenen privaten Milizen zum Schutz ihrer wirtschaftlichen Interessen vor den Islamisten. Diese wurden von der Regierung toleriert. 1994 erfolgte ebenso eine Reorganisation der Polizei. Es wurde eine eigene Gemeindegarde mit 50.000 Mann geschaffen um örtliche Kräfte in den Kleinstädten aufzubieten. In diesen Einheiten dienten viele vormalige FIS-Sympathisanten. Die Spezialeinheit GIS unterstützte landesweit Kräfte der Polizei, welche mitunter Ziel von militärischen Angriffen der Guerilla wurden. 1995 verfügte der algerische Staat insgesamt über rund 310.000 Bewaffnete in den Streit- und Sicherheitskräften. Die Armee unternahm erhebliche Anstrengungen durch soziale und wirtschaftliche Vorteile Aktive und Veteranen an sich zu binden und erreichte während des Bürgerkriegs wieder die hegemoniale Stellung, welche sie in der algerischen Gesellschaft kurz nach der Unabhängigkeit gehabt hatte. Desertionen zu den islamistischen Aufständischen blieben selten und kamen fast nur in der Anfangszeit des Konflikts vor.
Der algerische Bürgerkrieg hatte seinen Höhepunkt in den Jahren 1997 und 1998 erreicht. In der fruchtbaren Mitidja-Ebene, im sogenannten „Todesdreieck“ (frz. triangle de la mort) zwischen den Orten Algier, Larbaa und Blida, fanden die meisten Massaker an der Zivilbevölkerung statt. Hier wurden im Sommer 1997 von der Groupe Islamique Armé (GIA) bis zu 2000 Personen getötet. Bekannt wurden 622 Fälle von Massenmorden mit insgesamt 10.758 Opfern. Dafür verantwortlich waren einerseits die Mordkommandos der Islamisten (AIS, GIA und anderen Untergrundorganisationen), bewaffnete Todesschwadronen, andererseits aber auch Strafexpeditionen der algerischen Armee sowie zahlreiche Stammeskonflikte und Fehden innerhalb der Clans. Als Motive sind ethnische Säuberungen, Landnahme von fruchtbarem Ackerland oder Bestrafung für die mangelhafte Unterstützung der Islamisten durch die Zivilbevölkerung zu nennen. Oft waren die Grenzen fließend. Hauptleidtragende war die Zivilbevölkerung, welche den bewaffneten Gruppen schutzlos ausgeliefert war. Während des Massakers von Sidi Rais, bei dem 250 Dorfbewohner getötet wurden, griff das Militär nicht ein, obwohl sich in unmittelbarer Nähe des Dorfes eine Kaserne befand. Die Gewalt konzentrierte sich auch auf Algier, deren Vororte und die Peripherie der Hauptstadt.

„Seit dem Abbruch der Wahlen 1992 wurden nach Angaben von Frauenorganisationen in Algerien über 700 Frauen gezielt Opfer islamistischer Gewalt, auch Frauen, die sich verschleiert hatten. Weil sie sich in den Augen der Islamisten ‚unmoralisch‘ verhielten, weil sie alleine oder unverheiratet lebten, weil sie arbeiteten oder sich weigerten, den Schleier zu tragen, wurden sie entführt, vergewaltigt und in vielen Fällen bestialisch ermordet.“

Der hochrangige Geheimdienstoffizier Mohamed Samraoui bestätigte 2003, dass die Führung einer der gewalttätigsten Terrorgruppen, der GIA, von Agenten unterwandert gewesen sei. Nach seiner Darstellung hatte der DRS auch eigene bewaffnete Gruppen gegründet, die der Guerilla entgegentreten sollten, und gleichzeitig ehemalige Militärangehörige in die Terrorgruppen eingeschleust. Diese streng geheime Strategie sei jedoch bald gescheitert, weil einige der so gebildeten Gruppierungen völlig außer Kontrolle gerieten.
Seit dem Staatsstreich im Januar 1992 und den anschließenden Massenverhaftungen wurden Folter, Verschwindenlassen und extralegale (ungesetzliche) Hinrichtungen zur gängigen Praxis der algerischen Sicherheitskräfte und Geheimdienste. Verschiedene internationale Menschenrechtsorganisationen und Persönlichkeiten des politischen Lebens alarmierten bald die internationale Öffentlichkeit mit Berichten über gravierende Menschenrechtsverletzungen durch den Staat. Den Generälen Larbi Belkheir, Khaled Nezzar, Mohamed Lamari, Mohamed Médiène, Smaïl Lamari und Kamel Abderrahmane, die mit einigen anderen den Staatsstreich durchgeführt hatten, gelang es jedoch, solche Praktiken als bloße „Entgleisungen“ im Rahmen des notwendigen „Kampfes gegen den islamischen Terrorismus“ erscheinen zu lassen. Sie konnten in der Folge praktisch unter Ausschluss der Weltöffentlichkeit jahrelang einen „schmutzigen Krieg“ gegen das algerische Volk führen: Zehntausende wurden bei Durchkämmungsoperationen und Razzien verhaftet und anschließend oft gefoltert. Viele der Verhafteten verschwanden spurlos, das heißt wurden ohne Gerichtsverfahren von den Sicherheitskräften hingerichtet. Dabei wurden auch Techniken der „Französischen Doktrin“ angewandt, die von französischen Offizieren während des algerischen Unabhängigkeitskrieges von 1954–1962 konzipiert worden war. Zu den angewandten Techniken gehörte, dass sich Mitglieder des Geheimdienstes DRS (Département du Renseignement et de la Sécurité) als islamistische Terroristen ausgaben, um „schmutzige Aufträge“ auszuführen. Dies umfasste unter anderem das Begehen von terroristischen Anschlägen unter falscher Flagge, das heißt für die von Angehörigen der Sicherheitskräfte begangenen Taten machte man bewusst fälschlich islamistische Gruppen verantwortlich.
Nach dem Abflauen des Bürgerkriegs lancierte die Regierung 1999 eine Volksabstimmung über eine Versöhnungspolitik. Im Januar 2000 lief eine Amnestie für Islamisten aus, die Abd al-Asis Bouteflika nach der Selbstauflösung der AIS (der bewaffnete Arm der FIS) im März 2000 unbefristet verlängerte. Die Amnestie wurde jedoch von der 1998 gegründeten GSPC, einer Splittergruppe der AIS, nicht akzeptiert, welche weiterhin Terroraktivitäten ausführte. Im Jahre 2003 entführte eine Gruppierung der GSPC unter der Leitung von Amari Saifi, genannt Abderrazak El Para, 32 Touristen auf algerischem Boden, die meisten davon Deutsche.
Am 8. April 2004 fand eine erneute Präsidentenwahl statt. Insgesamt waren sechs Kandidaten angetreten. Bouteflika, der 1999 mit Rückendeckung des Militärs gewählt worden war, galt als Favorit. Der Ex-Premierminister Ali Benflis galt als der einzige ernstzunehmende Herausforderer.
Bouteflika erhielt bereits im ersten Wahlgang der Präsidentenwahl 83 Prozent der Stimmen. Ali Benflis blieb damit weit hinter ihm. Bouteflika ist der erste Präsident Algeriens, der ein zweites Mandat erhält.
In einem Referendum stimmten die Algerier 2005 über eine Generalamnestie ab.

## Chronologie der Ereignisse
- Oktober 1988: Streiks und Unruhen werden von der Armee blutig niedergeschlagen: über 500 Tote.
- 23. Februar 1989: Einführung des Mehrparteiensystems durch neue Verfassung.
- März 1989: Gründung des FIS
- 12. Juni 1990: Erste freie Kommunalwahlen. FIS gewinnt in 55 Prozent der Kommunen.
- Juli 1990: General Khaled Nezzar wird zum Verteidigungsminister ernannt.
- Mai 1991: FIS ruft zu einem Generalstreik auf mit der Forderung nach einer Änderung des Wahlgesetzes und vorgezogenen Präsidentschaftswahlen.
- 4./5. Juni 1991: Der Streik wird von der Armee blutig beendet. Die Regierung unter Premierminister Mouloud Hamrouche tritt zurück. Präsident Chadli Bendjedid verschiebt die für Juni 1991 vorgesehenen Parlamentswahlen und verhängt den Ausnahmezustand.
- 30. Juni 1991: Verhaftung der beiden FIS-Führer Abassi Madani und Ali Banhadj.
- 26. Dezember 1991: Erster Wahlgang der Parlamentswahlen, FIS gewinnt 47,3 Prozent der abgegebenen Stimmen und damit 188 der insgesamt 430 Sitze. 48 Prozent der Wähler bleiben den Wahlurnen fern. Der zweite Wahlgang ist für den 16. Januar 1992 vorgesehen.
- 11.–14. Januar 1992: Militärputsch. Präsident Bendjedid wird zum Rücktritt gezwungen. Das Parlament wurde aufgelöst, die Verfassung außer Kraft gesetzt. Mohamed Boudiaf wird zum Vorsitzenden des neu eingerichteten Hohen Staatskomitees ernannt.
- Ende Januar 1992: Verhaftung des FIS-Führers Abdelkader Hachani.
- 9. Februar 1992: Erneute Verhängung des Ausnahmezustandes.
- 4. März 1992: Auflösung und Verbot des FIS.
- April 1992: Die von FIS kontrollierten Kommunalverwaltungen werden aufgelöst.
- 29. Juni 1992: Boudiaf wird ermordet.
- 26. August 1992: Anschlag auf den internationalen Flughafen Algier: Neun Tote und rund 130 Verletzte.
- Etwa 1993: Entstehung der GIA.
- 1993: Starke Zunahme der Attentate insbesondere auf Journalisten und Intellektuelle.
- 22. August 1993: Ermordung des ehemaligen Premierministers und Geheimdienstchefs Kasdi Merbah.
- Oktober 1993: GIA fordern Ausländer ultimativ zum Verlassen Algeriens auf.
- Januar 1994: Das hohe Staatskomitee wird aufgelöst, General Liamine Zéroual für eine Übergangsperiode von drei Jahren zum Staatspräsidenten ernannt.
- Juli 1994: Gründung der AIS, die sich als bewaffneter Arm des FIS versteht.
- November 1994: Erstes Treffen von Vertretern der Oppositionsparteien (FIS, FLN, FFS u. a.) in Rom.
- Januar 1995: Zweites Treffen von Vertretern der Oppositionsparteien in Rom: Verabschiedung der Plattform von Rom zur Lösung der Krise in Algerien.
- 20. Februar 1995: Massaker im Serkadji-Gefängnis: 109 Tote.
- 16. November 1995: Präsidentschaftswahlen: Zéroual wird mit 61 Prozent der Stimmen zum Staatspräsidenten gewählt.
- Nacht vom 26. zum 27. März 1996: Entführung und Ermordung von sieben Mönchen aus dem Kloster Notre-Dame de l’Atlas in Tibhirine durch die GIA
- 1. August 1996: Ermordung des Bischofs Pierre Claverie zusammen mit seinem muslimischen Chauffeur
- November 1996: Neue Verfassung durch Referendum eingeführt. Sie gewährt dem Präsidenten weitreichende Befugnisse.
- 5. Juni 1997: Bei den Parlamentswahlen erhält die neu gegründete Partei des Präsidenten (Rassemblement national démocratique, RND) die Mehrheit der Sitze. Die Wahlergebnisse werden von der Opposition angefochten.
- Juli 1997: Freilassung von Madani und Hachani.
- 28./29. August 1997: Massaker in Raïs. 200–400 Tote und Hunderte von Verletzten.
- 21. September 1997: Einseitiger Waffenstillstand der AIS.
- 30. Dezember 1997: Massaker in der Provinz Relizane: über 500 Tote.
- 4. Januar 1998: Weitere Massaker in der Region von Relizane: über 500 Tote.
- 11. September 1998: Präsident Zéroual kündigt seinen vorzeitigen Rücktritt und Präsidentschaftswahlen für das kommende Jahr an.
- 15. April 1999: Präsidentschaftswahlen: Abdelaziz Bouteflika wird nach dem Rückzug der sechs anderen Kandidaten zum Staatspräsidenten gewählt.
- 16. September 1999: „Gesetz zur zivilen Eintracht“ wird durch Referendum erlassen.[36]
- Ende 2001: Die Berbersprache Tamazight wird zur algerischen Nationalsprache erklärt.
- Februar/März 2003: Eine Gruppierung der GSPC unter der Leitung von Amari Saifi, genannt Abderrazak El Para, entführt 32 westliche Touristen in Südalgerien.[37] Die letzten 15 Geiseln werden nach Verhandlungen am 18. August 2003 freigelassen.[38]
- 8. April 2004: Präsidentschaftswahlen: Unter sechs Kandidaten wird Bouteflika im ersten Wahlgang mit 83 Prozent der Stimmen wiedergewählt.